# Fiú 200 méteres hátúszás a 2010. évi nyári ifjúsági olimpiai játékokon
A 2010. évi nyári ifjúsági olimpiai játékokon az úszás fiú 200 méteres hátúszás versenyszámát augusztus 20-án rendezték meg a Singapore Sports Schoolban.

## Előfutamok

### 1. Futam
| H  | P | Név                            | Nemzet        | Idő     | Mj  |
| -- | - | ------------------------------ | ------------- | ------- | --- |
| 1. | 4 | Matuesz Wysoczynski            | Lengyelország | 2:04.80 | Q   |
| 2. | 2 | Lavrans Solli                  | Norvégia      | 2:04.87 | Q   |
| 3. | 5 | Andrij Kovbasa                 | Ukrajna       | 2:07.11 |     |
| 4. | 3 | Alexis Manacas da Silva Santos | Portugália    | 2:07.68 |     |
| 5. | 7 | Bastien Soret                  | Belgium       | 2:09.56 |     |
| 6. | 1 | Mark Sammut                    | Málta         | 2:16.85 |     |
|    | 6 | Mans Hjelm                     | Svédország    |         | DNS |

### 2. Futam
| H  | P | Név                         | Nemzet       | Idő     | Mj |
| -- | - | --------------------------- | ------------ | ------- | -- |
| 1. | 5 | Ivan Biondić                | Horvátország | 2:03.67 | Q  |
| 2. | 6 | Zámbó Balázs                | Magyarország | 2:04.38 | Q  |
| 3. | 4 | Yusuke Yamagishi            | Japán        | 2:05.32 | Q  |
| 4. | 3 | Christian Diener            | Németország  | 2:05.44 |    |
| 5. | 2 | Chad Bobrosky               | Kanada       | 2:06.51 |    |
| 6. | 7 | Ondrej Palatka              | Csehország   | 2:13.98 |    |
| 7. | 1 | Alan Wladimir Abarca Cortes | Chile        | 2:17.25 |    |

### 3. Futam
| H  | P | Név               | Nemzet           | Idő     | Mj  |
| -- | - | ----------------- | ---------------- | ------- | --- |
| 1. | 4 | Bernek Péter      | Magyarország     | 2:00.49 | Q   |
| 2. | 5 | Yakov Toumarkin   | Izrael           | 2:02.04 | Q   |
| 3. | 3 | Austin Ringquist  | Egyesült Államok | 2:05.36 | Q   |
| 4. | 6 | Rainer Kai Wee Ng | Szingapúr        | 2:06.84 |     |
| 5. | 1 | Chien-Lung Lin    | Tajvan           | 2:08.85 |     |
| 6. | 7 | Max Ackermann     | Ausztrália       | 2:09.18 |     |
|    | 2 | Bilal Achalhi     | Marokkó          |         | DSQ |

## Döntő
| H     | P | Név                 | Nemzet           | Idő     | Mj |
| ----- | - | ------------------- | ---------------- | ------- | -- |
| Arany | 4 | Bernek Péter        | Magyarország     | 1:59.18 |    |
| Ezüst | 5 | Yakov Toumarkin     | Izrael           | 1:59.39 |    |
| Bronz | 6 | Zámbó Balázs        | Magyarország     | 2:01.60 |    |
| 4.    | 3 | Ivan Biondić        | Horvátország     | 2:03.40 |    |
| 5.    | 1 | Yusuke Yamagishi    | Japán            | 2:04.67 |    |
| 6.    | 7 | Lavrans Solli       | Norvégia         | 2:04.75 |    |
| 7.    | 8 | Austin Ringquist    | Egyesült Államok | 2:04.85 |    |
| 8.    | 2 | Matuesz Wysoczynski | Lengyelország    | 2:05.01 |    |

## Fordítás
Ez a szócikk részben vagy egészben  a   Swimming at the 2010 Summer Youth Olympics – Boys' 200 metre backstroke című angol Wikipédia-szócikk fordításán alapul.  Az eredeti cikk szerkesztőit annak laptörténete sorolja fel. Ez a jelzés csupán a megfogalmazás eredetét és a szerzői jogokat jelzi, nem szolgál a cikkben szereplő információk forrásmegjelöléseként.